# Lăpugiu de Jos (gmina)
Lăpugiu de Jos – gmina w Rumunii, w okręgu Hunedoara. Obejmuje miejscowości Baștea, Cosești, Fintoag, Grind, Holdea, Lăpugiu de Jos, Lăpugiu de Sus, Lăsău, Ohabia i Teiu. W 2011 roku liczyła 1659 mieszkańców.